# Phjongcshon állomás
Phjongcshon (Pyeongchon) állomás a szöuli metró 4-es vonalának állomása; Anjang (Anyang) városában található.

## Viszonylatok
| 4-es vonal                                     | 4-es vonal                                          | 4-es vonal                                   |
| ---------------------------------------------- | --------------------------------------------------- | -------------------------------------------- |
| Indogvon (Indeogwon) Tanggoge (Danggogae) felé | Kvacshon (Gwacheon) vonal személy- és expresszvonat | Pomgje (Beomgye) Anszan (Ansan) és Oido felé |